# Ivar Eriksen
Ivar Eriksen (Hamar, 7 marzo 1942) è un ex pattinatore di velocità su ghiaccio norvegese.

## Palmarès

### Olimpiadi invernali
- Argento a Grenoble 1968 nei 1500 metri.